# Saint-Laurent-les-Bains
Saint-Laurent-les-Bains là một xã ở tỉnh Ardèche, vùng Auvergne-Rhône-Alpes ở đông nam nước Pháp.